# Conopophaga melanogaster
Conopophaga melanogaster là một loài chim trong họ Conopophagidae.